# FC Wangen bei Olten
Der FC Wangen bei Olten ist ein in Wangen bei Olten beheimateter Fussballverein. Er wurde am 12. April 1930 gegründet und spielt momentan in der 4. Liga Region Solothurn. In der Saison 2000/01 war der Verein während eines Jahres in der Nationalliga B vertreten. Die Heimspiele werden auf dem Sportplatz Chrüzmatt ausgetragen, der eine Kapazität von 300 Sitz- und 2'700 Stehplätzen aufweist.
Seit der Saison 2001/2002 nach dem Abstieg aus der damaligen NLB immer in der 1. Liga bis zum Abstieg in die 2. Liga interregional in der Saison 2016/2017. In der Saison 2018/2019 folgte dann der Abstieg in die 2. Liga Region Solothurn. Ab diesem Zeitpunkt zogen sich grosse Sponsoren, welche die erste Mannschaft bisher finanziert hatten zurück. Die Zeiten von Spielergehältern waren vorbei.
Während der Saison 2019/2020 in der 2. Liga Region Solothurn verfolgte der Verein das Ziel junge einheimische Spieler einzusetzen, was sehr gut gelang.
Im Jahr 2020/2021 gelang dem Team mit den einheimischen Spieler und externen Zugängen der Wiederaufstieg in die 2. Liga interregional. Nach einem erfolglosen Jahr, als einziges Team in der 2. Liga interregional ohne Spielergehälter, aber mit vielen externen Spielern aus der Region ging es in der Saison 2021/2022 wieder runter in die 2. Liga Region Solothurn. Daraufhin folgte in der Saison 2022/2023 der direkte Abstieg in die 3. Liga Kanton Solothurn. Aufgrund von diversen Fluktuationen in der ersten Mannschaft und auf der Trainerposition konnte das Team nicht erfolgreich werden. Seit der Saison 2023/2024 setzt der Verein nun wieder auf die Philosophie seiner Wurzeln, es sollen junge einheimische Spieler eingesetzt werden, die dem Verein nachhaltig treu bleiben.

## Trainer
- Antonio Scandella (2023–heute)
- Getuar Preniqi (2022–2023)
- Fatmir Cuculi (2021–2022)
- Bozo Predojevic (2019–2021)
- Felipe Giacomini (2018–2019)
- Juan Castro (2017–2018)
- Bejtush Rrustolli (2017)
- André Fimian (2017)
- Salvatore Romano (2016)
- Dariusz Skrzypcak (2016)
- Alain Roussel (2015)
- Willi Neuenschwander (2015)
- Goran Pekas (2014–2015)
- Marc Hodel (2013–2014)
- Edvaldo delle Casa (2012–2013)
- Heiri Eggenschwiler (2011–2012)
- Goran Pekas (2009–2011)
- Max Rüetschli (2009)
- Salvatore Romano (2009)
- René Erlachner (2007–2009)
- Bejtush Rrustolli (2006)
- Mirko Pavlicevic (2006)
- Salvatore Romano (2005–2006)
- René Erlachner (1997–2004)